# ناحیه داکیائو، شهرستان شیپینگ
ناحیه داکیائو (به لاتین: Daqiao Township) یک منطقهٔ مسکونی در چین است که در شهرستان شیپینگ واقع شده‌است. ناحیه داکیائو ۱٬۱۱۶ متر بالاتر از سطح دریا واقع شده‌است.